# Nivea (chanteuse)
Pour les articles homonymes, voir Nivea (homonymie) et Hamilton.
Nivea, de son nom complet Nivea B. Hamilton, née le 24 mars 1982 à Atlanta dans l'État de Géorgie, est une chanteuse de RnB américaine.

## Carrière
En 2000, elle figure sur le tube de Mystikal, Danger!
En 2001, elle sort un premier album simplement titré Nivea sur lequel figure le tube Don't Mess With My Man avec Jagged Edge,mais aussi les collaborations de  Mystikal, R. Kelly, Pusha T de Clipse et Nick Cannon.
En 2005 elle publie un deuxième album, Complicated, ainsi que le single Okay et Parking Lot.
En 2006, elle commercialise son 3eme opus Animalistic.
En 2018, elle apparait sur le titre Dope New Gospel sur l'album Tha Carter V de Lil Wayne. Le 29 septembre 2018, elle publie le single Circles, extrait de son opus Mirrors qui sort en 2019,,.

## Vie privée
En février 2002, Nivea a commencé à sortir avec le rappeur Lil Wayne. Le 11 décembre 2002, ils se sont fiancés. Dans son entretien en juillet 2003 avec le magazine Sister to Sister, Nivea a parlé de ses fiançailles et de la façon dont Wayne a fait sa demande. "Wayne a dit : 'J'ai  ton cadeau de Noël avec moi et tu vas l'adorer. Ça va te faire sourire. Il s'est mis à genoux et il m'a dit : 'Je sais que je suis jeune, mais j'ai eu suffisamment de relations pour connaître et comprendre le sens de ce qu'est l'amour. Il était tout simplement parfait. Il m'a dit qu'il voulait passer le reste de sa vie avec moi et qu'il m'aimait. C'était de la morve et des larmes en même temps." Elle a également évoqué son souhait d'avoir un fils avec le rappeur. "Je veux vraiment un petit garçon en ce moment. La fille de Wayne est tout simplement merveilleuse. C'est une belle petite fille." Dans une interview accordée à Kandi Burruss en 2021, Nivea a révélé avoir fait une fausse couche. Nivea a crédité Wayne comme étant son premier amour. Elle a dit que s’ils ne se mariaient pas, elle mourrait célibataire. En août 2003, Lil Wayne a annulé leurs fiançailles. La chanson de Wayne "Something You Forgot" parle de sa relation avec Nivea.
Nivea a épousé le chanteur et producteur de R&B The-Dream en décembre 2004. Leur fille est née le 10 mai 2005 et leurs jumeaux en avril 2006. Le couple a divorcé en 2007.
Après son divorce en 2007, Nivea s'est réconciliée avec son ex-fiancé, le rappeur Lil Wayne. Le 9 juin 2009, la rumeur courait que Nivea et Lil Wayne étaient fiancés et attendaient un enfant ensemble. Le 14 octobre 2009, Lil Wayne a confirmé que lui et Nivea attendaient un fils. Nivea a donné naissance à leur fils Neal le 30 novembre 2009. En juin 2010, Nivea et Lil Wayne ont rompu leurs fiançailles pour la deuxième fois.

## Discographie

### Albums
- 2001 : Nivea
- 2005 : Complicated
- 2006 : Animalistic
- 2019 : Mirrors